# Johan Christian Schrødersee (søofficer)
 Der er flere personer med dette navn, se Johan Christian Schrødersee (generalpostdirektør).
Johan Christian Schrødersee, født Schrøder (5. oktober 1754 – 2. april 1801 i København) var en dansk søofficer, bror til Lorentz Schrødersee.
Forældrene var regimentskvartermester, senere justitsråd og toldinspektør i København, Werner Schrøder (død 1758) og Johanne f. Fisker (død 1757). Han blev sekondløjtnant i Marinen 1773, premierløjtnant 1781, kaptajnløjtnant 1784, kaptajn 1796 og afgik samtidig af tjenesten på grund af svagelighed. Efter at have gjort nogle orlogstogter med marinens skibe, en tid lang opholdt sig ved Frederiksværn og 1777 ført skonnerten Støren gik Schrødersee 1778 i engelsk orlogstjeneste, hvor han i løbet af 4 år gjorde tjeneste i Vestindien under de berømte admiraler Rodney og Hood, der førte mange og – i søkrigslig henseende – interessante kampe mod den franske flåde. Efter sin hjemkomst udnævntes han 1789 til generaladjudant. 1785 var han i øvelseseskadren, 1788 chef for stykprammen Nyborg, senere for Agershus ved sødefensionen på Københavns Red, året efter om bord i linjeskibet Den Prægtige samt medlem af en artillerikommission. 1793 konvojerede han som chef for briggen Glommen til Finisterre, 1794 var han næstkommanderende i fregatten Thetis, hvilken stilling han dog måtte opgive på grund af sygdom. Denne udviklede sig således, at han 2 år derefter måtte tage sin afsked.
Under slaget på Reden 2. april 1801 opholdt han sig på Batteriet Sixtus i nærheden af kronprinsen; da der kom efterretning om, at chefen for blokskibet Indfødsretten, kaptajn Albert de Thurah, samt dennes næstkommanderende, månedsløjtnant Cortsen, var faldne, opfordrede prinsen en af de tilstedeværende til at tage kommandoen over skibet. Schrødersee meldte sig straks, lod sig ro ud på Reden, men havde næppe sat foden på Indfødsrettens dæk, før han blev truffet af en kugle og dødelig såret, så at han samme dag afgik ved døden. Et mindesmærke blev til ære for ham rejst på det sted, hvor han havde modtaget ordren om at gå om bord. I 1859 blev kanonbåden Schrødersee opkaldt efter ham.
Efter at hans farbroder, konferensråd, generalpostdirektør Johan Christian Schrødersee (1706-1772), der blev adlet 1759, var død uden mandlig arving (han havde en søn og en datter (gift med Theodor Holmskiold), men sønnen døde før faderen), optoges han og hans broder i den danske adelstand 1777, ligesom farbroderen med navnet Schrødersee.
Schrødersee var ugift og er begravet i mindehøjen på Holmens Kirkegård. Hans portræt er udført i mezzotinte af Georg Haas (ca. 1801).